# Kari Rahkamo
Kari Rahkamo (Lahti, Finlandia; 30 de mayo de 1933-11 de noviembre de 2023) fue un atleta especialista en salto triple y político finlandés que participó en los Juegos Olímpicos.

## Carrera

### Atletismo
Participó en dos ediciones de los Juegos Olímpicos en salto triple, la primera de ellas fue en Melbourne 1956, donde clasificó a la fase final en cuarto lugar, pero en la final terminó en el lugar 14; y su segunda participación fue en Roma 1960 donde avanzó a la ronda final en sexto lugar, pero en la fase final terminó en octavo lugar. También tuvo participación en el Campeonato Europeo de Atletismo en las ediciones de 1954, 1958 y 1962.

## Política
Como político fue alcalde de Helsinki de 1991 a 1996 como parte del partido Coalición Nacional.